# Plantago tacnensis
Plantago tacnensis är en grobladsväxtart som beskrevs av Pilger. Plantago tacnensis ingår i släktet kämpar, och familjen grobladsväxter. Inga underarter finns listade i Catalogue of Life.